# مانوله بلاسی
مانوله بلاسی (به ایتالیایی: Manuele Blasi) بازیکن فوتبال و مدافع اهل ایتالیا است که از سال ۲۰۰۴ میلادی عضو تیم ملی فوتبال ایتالیا بوده و در ۸ بازی ملی حضور داشته‌است. او در بازی‌های ملی‌اش گلی به ثمر نرساند.
مانوله بلاسی آخرین بازی ملی خود را در سال ۲۰۰۵ میلادی انجام داد.